# Cantonul Allaire
Cantonul Allaire este un canton din arondismentul Vannes, departamentul Morbihan, regiunea Bretania, Franța.

## Comune
- Allaire (reședință)
- Béganne
- Peillac
- Rieux
- Saint-Gorgon
- Saint-Jacut-les-Pins
- Saint-Jean-la-Poterie
- Saint-Perreux
- Saint-Vincent-sur-Oust